# ROH World Six-Man Tag Team Championship
Die ROH World Six-Man Tag Team Championship ist ein Wrestlingtitel für Wrestler von Ring of Honor (ROH), die in Dreier-Teams in Sechs-Mann-Tag-Team-Matches antreten. Wie im Wrestling allgemein üblich, erfolgt die Vergabe nach einer zuvor bestimmten Storyline.

## Geschichte
Die ROH World Six-Man Tag Team Championship wurde am 2. Dezember 2016 eingeführt, zuvor war er in einem Turnier, an dem insgesamt acht Teams teilnahmen, ausgefochten worden. In diesem drangen die zwei Teams The Kingdom (Matt Taven, TK O’Ryan und Vinny Marseglia) sowie Jay White, KUSHIDA und Lio Rush ins Finale bei ROH Final Battle 2016 ein, welches erstere gewannen und damit zu den ersten Trägern des Titels wurden.

## Aktuelle Titelträger
Die aktuellen Titelträger sind Sons of Texas bestehend aus Dustin Rhodes, Marshall Von Erich und Ross Van Erich in ihrer ersten gemeinsamen Regentschaft. Sie besiegten The Undisputed Kingdom (Roderick Strong, Matt Taven und Mike Bennett)  bei Battle of the Belts XI am 27. Juli 2024 in einem Match um die vakanten Titel.

## Liste der Titelträger
| #  | Champion                                                                              | Nr. | Tage | Datum                               | Ort                                           | Veranstaltung                           | Bemerkung |
| -- | ------------------------------------------------------------------------------------- | --- | ---- | ----------------------------------- | --------------------------------------------- | --------------------------------------- | --- |
| 1  | The Kingdom (Matt Taven, TK O’Ryan & Vinny Marseglia)                                 | 1   | 99   | 2. Dezember 2016                    | New York City, New York                       | ROH Final Battle 2016                   | Gewannen ein Acht-Team-Turnier um die neu geschaffenen Titel. |
| 2  | Bully Ray, Jay Briscoe und Mark Briscoe                                               | 1   | 104  | 11. März 2017                       | Las Vegas, Nevada                             | ROH TV-Tapings                          | Besiegten Matt Taven, Vinny Marseglia und Silas Young, der den verletzten TK O’Ryan ersetzte. |
| 3  | Brandon, Brent und Dalton Castle                                                      | 1   | 58   | 23. Juni 2017                       | Lowell, Massachusetts, Vereinigte Staaten     | Best in the World                       | |
| 4  | The Hung Bucks (Hangman Page, Matt Jackson und Nick Jackson)                          | 1   | 201  | 20. August 2017                     | Edinburgh, Schottland, Vereinigtes Königreich | War Of The Worlds UK – Tag 3            | Am 12. Oktober 2017 erklärte Kenny Omega, dass die Titel unter ELITE Rules verteidigt werden, welche einen anderen Namen der Freebird Rules darstellen. Der Name Elite stellt die Untergruppierung The Elite innerhalb des Bullet Clubs dar. |
| 5  | SoCal Uncensored (Christopher Daniels, Frankie Kazarian & Scorpio Sky)                | 1   | 61   | 9. März 2018                        | Las Vegas, Nevada                             | ROH 16th Anniversary                    | Dies war ein Las Vegas Street Fight. |
| 6  | The Kingdom (Matt Taven, TK O’Ryan & Vinny Marseglia)                                 | 2   | 73   | 9. Mai 2018                         | Lowell, Massachusetts                         | ROH/NJPW War of the Worlds 2018 – Day 1 | |
| 7  | Bullet Club/The Elite (Cody, Matt Jackson & Nick Jackson)                             | 1   | 106  | 21. Juli 2018                       | Atlanta, Georgia                              | TV-Tapings                              | |
| 8  | The Kingdom (Matt Taven, TK O’Ryan & Vinny Marseglia)                                 | 3   | 132  | 4. November 2018                    | Columbus, Ohio                                | Survival of the Fittest                 | |
| 9  | Villain Enterprises (Brody King, Marty Scurll und PCO)                                | 1   | 301  | 16. März 2019                       | Sunrise Manor, Nevada                         | TV-Tapings                              | |
| 10 | Mexa Squad (Bandido, Flamita & Rey Horus)                                             | 1   | ???  | 11. Januar 2020                     | Atlanta, Georgia                              | Saturday Night at Center Stage          | Da PCO am gleichen Abend seinen ROH World Championship verteidigen musste, wurde er beim Match durch Flip Gordon ersetzt. |
| 11 | Shane Taylor Promotions (Shane Taylor, Mose und Kaun)                                 | 1   | ???  | 10. Februar 2021 (Ausstrahlungstag) | Baltimore, Maryland                           | Ring of Honor Wrestling                 | Der genaue Tag des Titelwechsels ist unbekannt, da Ring of Honor während der COVID-19-Pandemie in den Vereinigten Staaten Tapings in leeren Arenen abhielt. |
| 12 | The Righteous (Vincent (4), Bateman und Dutch)                                        | 1   | 224  | 11. Dezember 2021                   | Baltimore, Maryland                           | Final Battle                            | Vincent war vorher bekannt als Vinny Marseglia und wurde somit Rekord-Einzelchampion. Da Shane Taylor am gleichen Abend ein Match gegen Kenny King hatte, wurde er beim Match O’Shay Edwards ersetzt. |
| 13 | Dalton Castle & The Boys (Brent & Brandon Tate)                                       | 2   | 140  | 23. Juli 2022                       | Lowell, Massachusetts, Vereinigte Staaten     | Death before Dishonor                   | |
| 14 | The Mogul Embassy (Brian Cage, Toa Liona & Bishop Kaun (2)                            | 1   | 284  | 10. Dezember 2022                   | Arlington, Texas, Vereinigte Staaten          | Final Battle                            | |
| 15 | The Hung Bucks (Hangman Adam Page & The Young Bucks)                                  | 2   | 42   | 20. September 2023                  | New York City, New York, Vereinigte Staaten   | AEW Rampage Grand Slam                  | Der Titelwechsel geschah bereits am 20. September 2023, wurde jedoch erst zwei Tage später am 22. September 2023 im TV ausgestrahlt. |
| 16 | The Mogul Embassy (Brian Cage, Toa Liona & Bishop Kaun (3)                            | 1   | 77   | 1. November 2023                    | Louisville, Kentucky, Vereinigte Staaten      | AEW Dynamite                            | Eine Veranstaltung der AEW. |
| 17 | Bullet Club Gold/Bang Bang Gang (Jay White und The Gunns – Austin Gunn & Colten Gunn) | 1   | 175  | 17. Januar 2024                     | North Charleston, South Carolina              | AEW Dynamite                            | Eine Veranstaltung der AEW. In einem Winner Takes All Match besiegten sie Mogul Embassy und The Acclaimed (Anthony Bowens, Max Caster, and Billy Gunn) und vereinigten den Titel mit dem, AEW World Trios Championship. Während ihrer Regentschaft änderten sie den Namen in Bang Bang Gold. |
| –  | Titel vakant                                                                          | –   | –    | 10. Juli 2024                       |                                               | Collision                               | Dies war ein All Elite Wrestling (AEW)-Event. Bang Bang Gang wurde vom AEW Executive Vice President Christopher Daniels aus der Unified World Trios Championship ausgeschlossen, nachdem Jay White eine Verletzung erlitten hatte. Damit wurde Bang Bang Gangs Versuch, sich auf die Freebird-Regel zu berufen, um Juice Robinson die Titelverteidigung anstelle von White zu ermöglichen, außer Kraft gesetzt. Damit endete auch die Vereinigung mit der AEW World Trios Championship. |
| 18 | Sons of Texas (Dustin Rhodes, Marshall Von Erich und Ross Von Erich)                  | 1   | 317+ | 27. Juli 2024                       | Arlington, Texas                              | Battle of the Belts XI                  | Dies war ein All Elite Wrestling (AEW)-Event. Besiegten The Undisputed Kingdom (Roderick Strong, Matt Taven, and Mike Bennett) in einem Match um den Titel.’ |

## Titelstatistiken

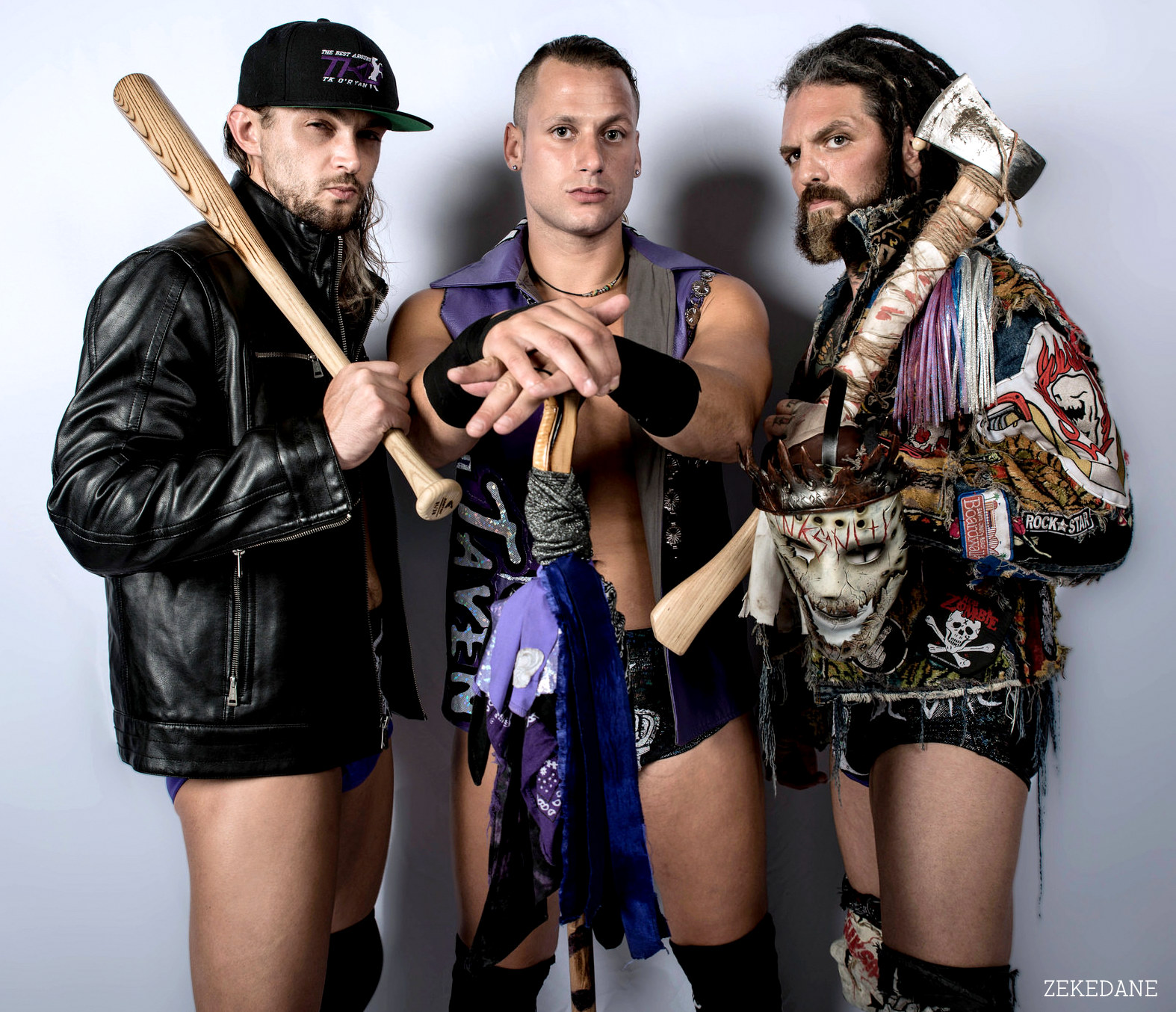
Die dreifachen Champions The Kingdom

### Rekorde
| Rekord                               | Rekordhalter                                          | Einheit               |
| ------------------------------------ | ----------------------------------------------------- | --------------------- |
| Meiste Titelgewinne als Team         | The Kingdom (Matt Taven, TK O’Ryan & Vinny Marseglia) | 3 mal                 |
| Meiste Titelgewinne als Einzelperson | Vincent/Vinny Marseglia                               | 4 mal                 |
| Längste Regentschaft                 | Mexa Squad (Bandido, Flamita und Rey Horus)           | 405                   |
| Kürzeste Regentschaft                | Dalton Castle, Boy 1 and Boy 2                        | 58 Tage               |
| Schwerster Titelträger               | Shane Taylor                                          | 143 Kilogramm         |
| Leichtester Titelträger              | Flamita                                               | 73 Kilogramm          |
| Größter Titelträger                  | Bully Ray, Toa Liona                                  | 193 Zentimeter        |
| Kleinster Titelträger                | Brent                                                 | 173 Zentimeter        |
| Ältester Titelträger                 | Dustin Rhodes                                         | 55 Jahre und 107 Tage |
| Jüngster Titelträger                 | Bandido                                               | 24 Jahre und 269 Tage |

### Teamstatistik
| Rang | Team                                                                                    | Anzahl | Tage |
| ---- | --------------------------------------------------------------------------------------- | ------ | ---- |
| 1    | Mexa Squad (Bandido, Flamita und Rey Horus)                                             | 1      | 405  |
| 2    | The Embassy / The Mogul Embassy (Brian Cage, Toa Liona, Bishop Kaun)                    | 2      | 361  |
| 3    | Sons of Texas (Dustin Rhodes, Marshall Von Erich und Ross Von Erich)                    | 1      | 317+ |
| 4    | The Kingdom (Matt Taven, TK O’Ryan und Vinny Marseglia)                                 | 3      | 304  |
| 5    | Villain Enterprises (Brody King, Marty Scurll und PCO)                                  | 1      | 301  |
| 6    | Shane Taylor Promotions (Shane Taylor, Mose und Kaun)                                   | 1      | 295  |
| 7    | The Hung Bucks (Adam Page, Matt Jackson und Nick Jackson)                               | 2      | 241  |
| 8    | The Righteous (Vincent, Bateman und Dutch)                                              | 1      | 224  |
| 9    | Dalton Castle and The Boys (Boy 1 and Boy 2)                                            | 1      | 198  |
| 10   | Bullet Club Gold/Bang Bang Gang (Jay White und The Gunns – Austin Gunn und Colten Gunn) | 1      | 175  |
| 11   | Bullet Club / The Elite (Cody, Matt Jackson and Nick Jackson)                           | 1      | 106  |
| 12   | Bully Ray and The Briscoes (Jay Briscoe and Mark Briscoe)                               | 1      | 104  |
| 13   | SoCal Uncensored (Christopher Daniels, Frankie Kazarian und Scorpio Sky)                | 1      | 61   |

### Per Wrestler
| Rang | Wrestler                | Anzahl | Tage insgesamt |
| ---- | ----------------------- | ------ | -------------- |
| 1    | Kaun/Bishop Kaun        | 3      | 656            |
| 2    | Vincent/Vinny Marseglia | 4      | 528            |
| 3    | Bandido                 | 1      | 406            |
| 3    | Flamita                 | 1      | 406            |
| 3    | Rey Horus               | 1      | 406            |
| 6    | Brian Cage              | 2      | 361            |
| 6    | Toa Liona               | 2      | 361            |
| 8    | Nick Jackson            | 3      | 347            |
| 8    | Matt Jackson            | 3      | 347            |
| 10   | Dustin Rhodes           | 1      | 317+           |
| 10   | Marshall Von Erich      | 1      | 317+           |
| 10   | Ross Van Erich          | 1      | 317+           |
| 13   | TK O’Ryan               | 3      | 304            |
| 13   | Matt Taven              | 3      | 304            |
| 15   | Brody King              | 1      | 301            |
| 15   | Marty Scurll            | 1      | 301            |
| 15   | PCO                     | 1      | 301            |
| 18   | Moses                   | 1      | 295            |
| 18   | Shane Taylor            | 1      | 295            |
| 20   | Adam Page               | 2      | 243            |
| 21   | Bateman                 | 1      | 224            |
| 21   | Dutch                   | 1      | 224            |
| 23   | Dalton Castle           | 2      | 198            |
| 23   | Boy 1                   | 2      | 198            |
| 23   | Boy 2                   | 2      | 198            |
| 26   | Jay White               | 1      | 175            |
| 26   | Austin Gunn             | 1      | 175            |
| 26   | Colton Gunn             | 1      | 175            |
| 29   | Cody                    | 1      | 106            |
| 30   | Bully Ray               | 1      | 104            |
| 30   | Jay Briscoe             | 1      | 104            |
| 30   | Mark Briscoe            | 1      | 104            |
| 33   | Christopher Daniels     | 1      | 61             |
| 33   | Frankie Kazarian        | 1      | 61             |
| 33   | Scorpio Sky             | 1      | 61             |